# Brain Capers
Brain Capers je čtvrté studiové album anglické glam rockové skupiny Mott the Hoople, poprvé vydané v listopadu 1971 u Island Records. Album produkoval Guy Stevens.

## Seznam skladeb
| Strana 1 | Strana 1                      | Strana 1                 | Strana 1 |
| Pořadí   | Název                         | Autor                    | Délka    |
| -------- | ----------------------------- | ------------------------ | -------- |
| 1.       | Death May Be Your Santa Claus | Ian Hunter, Verden Allen | 4:55     |
| 2.       | Your Own Backyard             | Dion DiMucci             | 4:13     |
| 3.       | arkness, Darkness             | Jesse Colin Young        | 4:33     |
| 4.       | The Journey                   | Hunter                   | 9:15     |

| Strana 2       | Strana 2                                   | Strana 2            | Strana 2 |
| Pořadí         | Název                                      | Autor               | Délka    |
| -------------- | ------------------------------------------ | ------------------- | -------- |
| 1.             | Sweet Angeline                             | Hunter              | 4:53     |
| 2.             | Second Love                                | Allen               | 3:46     |
| 3.             | The Moon Upstairs                          | Hunter, Mick Ralphs | 5:07     |
| 4.             | The Wheel of the Quivering Meat Conception | Hunter, Guy Stevens | 1:21     |
| Celková délka: | Celková délka:                             | Celková délka:      | 38:03    |

## Sestava
- Verden Allen – klávesy
- Dale „Buffin“ Griffin – bicí
- Ian Hunter – kytara, zpěv, klávesy
- Jim Price – trubka
- Mick Ralphs – kytara, zpěv
- Guy Stevens – piáno
- Pete Watts – baskytara